# Tiền tệ Đàng Trong thời Lê trung hưng
Tiền tệ Đàng Trong thời Lê trung hưng trong lịch sử Việt Nam phản ánh những vấn đề liên quan tới tiền tệ lưu thông thuộc vùng đất do chúa Nguyễn quản lý.
Từ đầu thế kỷ 17, nước Đại Việt bị chia cắt làm 2 miền Nam, Bắc gọi là Đàng Ngoài do vua Lê chúa Trịnh quản lý và Đàng Trong từ sông Gianh trở vào do chúa Nguyễn quản lý. Cả hai miền cùng có quan hệ buôn bán qua lại với các đối tác từ châu Á và phương Tây, đồng thời giữa hai miền cũng có quan hệ thương mại không chính thức (ngoài sự cho phép của chính quyền).
Cũng như Đàng Ngoài, tiền tệ Đàng Trong trải qua những biến động khá phức tạp. Do sự phát triển mạnh của ngoại thương, tiền đồng rồi tiền kẽm trong nước được dùng cùng lúc với những đồng bạc của phương Tây, thoi vàng và bạc đỉnh và tiền của Nhật Bản.

## Tiền trong đời sống kinh tế - xã hội

### Tiền đồng
Khi Nguyễn Hoàng vào trấn thủ Thuận Hóa, tại đây đã có các đồng tiền của nhà Mạc cùng các loại tiền thời trước, như tiền nhà Lê sơ và các loại tiền của Trung Quốc cổ thời Đường - Tống – Nguyên và nhà Minh đương thời.
Trong quá trình trấn trị Thuận – Quảng, Nguyễn Hoàng đã cho đúc các loại tiền Thái Bình thông bảo và Thái Bình phong bảo, đồng thời sử dụng các loại tiền của Lê trung hưng, nhà Mạc cùng các loại tiền của Trung Quốc như trước.
Đàng Trong không có mỏ đồng, nhưng do thời điểm đó Nguyễn Hoàng vẫn là một phiên thần nhà Lê trung hưng và cùng tham gia chống họ Mạc nên vẫn tiếp nhận nguồn nguyên liệu đồng ở phía bắc để đúc tiền.
Tuy nhiên, từ khi cuộc chiến chống họ Mạc đã cơ bản chấm dứt, họ Nguyễn (Nguyễn Hoàng rồi Nguyễn Phúc Nguyên) cũng bắt đầu ly khai với triều đình Lê-Trịnh và không nhận được nguồn nguyên liệu đồng nữa. Lượng tiền cũ có sẵn không đủ dùng và hao hụt. Điều đó khiến chính quyền Đàng Trong không thể tự thực hiện việc đúc tiền. Do đó, trong suốt hơn 100 năm đầu từ khi ly khai chính quyền vua Lê chúa Trịnh, các chúa Nguyễn không thể tự đúc tiền đồng mà phải dùng tiền đồng hàng năm từ nước ngoài như Trung Quốc, Nhật Bản, Batavia (Đông Ấn Hà Lan) do các thuyền buôn mang đến để đưa vào lưu thông trong lãnh thổ mình cai quản.
Từ đầu thế kỷ 17, tại Nhật Bản, hai loại tiền Toraisen và Bitasen bị hao mòn, bị sứt mẻ do lưu hành quá lâu nên không còn người Nhật mặn mà, Mạc phủ Tokugawa Ieseyu cho đúc tiền Khoan Vĩnh thông bảo để thay đồng Vĩnh Lạc thông bảo vốn được ưa chuộng tại Nhật từ Trung Quốc đưa sang. Do đó hai loại tiền Toraisen và Bitasen được thu hồi lại dần, không còn được lưu hành tại Nhật. Một số người Nhật đã mang hai loại tiền này bán lại cho công ty Đông Ấn Hà Lan để họ đưa sang bán cho chúa Nguyễn ở Đàng Trong làm tiền sử dụng. Chỉ riêng trong 5 năm từ 1633 đến 1637, các tàu buôn của công ty Đông Ấn Hà Lan đã mang sang Đàng Trong 101 triệu đồng tiền (trung bình trên 20 triệu đồng tiền mỗi năm) từ Nhật Bản.
Các tàu buôn Hà Lan còn mang đồng từ Nhật sang bán cho Đàng Trong. Đồng ban đầu vốn được mua về Hà Lan, nhưng sau đó người Hà Lan nhận thấy đồng của Nhật không bằng của Thụy Điển nên bị hạn chế sử dụng, do đó các thương nhân chuyển mang qua tiêu thụ tại Đàng Trong để các chúa Nguyễn làm vũ khí chống chúa Trịnh chứ không dùng đúc tiền, vì nhu cầu chiến tranh được ưu tiên. Tiền tiêu dùng hoàn toàn được nhập từ bên ngoài, trong các đồng tiền Nhật qua tay người Hà Lan đưa vào từ năm 1636 thậm chí không chỉ có các đồng tiền cũ Toraisen và Bitasen mà có cả tiền mới Vĩnh Khoan thông bảo cùng tiền Vĩnh Lạc thông bảo của Trung Quốc (mà người Nhật một thời ưa chuộng trước khi có tiền Vĩnh Khoan) do có lợi nhuận cao hơn (cho cả người Nhật lẫn người Hà Lan) và do các đồng tiền cũ Toraisen và Bitasen ngày càng cạn đi, trong khi nhu cầu tiền đồng ở Đàng Trong vẫn  còn.
Các nhà nghiên cứu thông qua tài liệu của Hà Lan năm 1637 còn cho biết: khi Mạc Phủ Tokugawa Iemitsu ra lệnh cấm các thương thuyền Nhật Bản xuất dương từ năm 1635 và chỉ cho phép các thương thuyền Hà Lan, Trung Quốc tới Nhật, người Nhật lại chuyển số tiền nặng tới 200 tấn qua tay người Hà Lan để tiếp tục duy trì nguồn tiền cho Đàng Trong.
Việc không có mỏ đồng ở Đàng Trong khiến các chúa Nguyễn phải triệt để tận dụng nguồn cung cấp từ các thương nhân bên ngoài và hậu đãi họ, nhờ họ chuyển những thư từ ngoại giao sang cho chính quyền Nhật Bản, Batavia để giữ mối quan hệ hữu hảo. Chỉ riêng năm 1688, chúa Nguyễn Phúc Trăn đã gửi tới 4 bức thư sang đề nghị các quan lại Nhật dưới quyền Mạc Phủ Tokugawa Tsunayoshi đúc tiền bán cho Đàng Trong. Xưởng đúc Makajima và Nagazaki (Trường Kỳ) để đúc tiền mậu dịch bán cho bên ngoài được chính quyền Mạc Phủ cho phép chính thức từ năm 1659, từ đó hình thành cụm từ "tiền mậu dịch TrườngKỳ" mà chỉ để bán cho nước ngoài chứ không cho phép người Nhật tiêu (họ bị buộc phải đổi sang tiền Vĩnh Khoan). Ngày nay hiện vật khảo cổ cũng tìm được rất nhiều tiền cổ Nhật Bản tại khu vực do chúa Nguyễn cai quản trước đây.
Những đồng tiền lưu hành ở Đàng Trong khi đó được Lê Quý Đôn, Alexandre de Rhodes, William Dampier, Jérôme Richard, De Choisy, công ty Đông Ấn Hà Lan và công ty Đông Ấn Anh nhắc tới. Alexandre de Rhodes đến Đàng Trong năm 1624, ông nói về tiền đồng như sau:
Các tiền đồng lớn nhỏ đều được đánh bóng, có hình tròn và 4 chữ đúc ở 1 mặt, có lỗ ở giữa để có thể xỏ qua được. Tiền đồng thường xâu thành dây, mỗi dây có 600 đồng, giữa 60 đồng có đặt dấu chia ra… Dân chúng không dùng túi đựng tiền mà khoác xâu tiền lên vai. Giá trị các đồng tiền này thường thay đổi theo nhu cầu thị trường. Đôi lúc 1100 đồng tiền lớn ngang với 1 đồng ecu vàng (bằng khoảng 3,315 gram vàng).
"Tiền lớn" là tiền do khách thương Nhật, Hoa mang vào lưu hành tại cả Đàng Ngoài và Đàng Trong và tiền nhỏ là tiền chỉ lưu hành ở Đàng Ngoài.

### Tiền kẽm tự đúc trong nước
Sau đó, Nhật Bản chấm dứt việc xuất khẩu đồng, do đó ảnh hưởng nghiêm trọng tới Đàng Trong. Chúa Nguyễn buộc phải tự xoay xở tự đúc tiền dùng trong lưu thông. Việc đúc tiền ở Đàng Trong bắt đầu khá muộn, từ năm 1736 dưới thời Nguyễn Phúc Chú. Tiền được đúc tại Cục đúc tiền dù tốn kém nhưng không thông dụng.
Chúa Nguyễn Phúc Khoát tiếp tục thực hiện đúc tiền và thành công hơn. Vì không có mỏ đồng và hết nguồn cung cấp từ bên ngoài, đến năm 1746, chúa Nguyễn nghe theo lời người Khách (người Hoa) họ Hoàng đã quyết định khởi sự việc dùng hợp kim ô diên (kẽm đen) để đúc tiền kẽm thay thế tiền đồng. Đó là đồng tiền Thiên Minh thông bảo.
Công ty Hà Lan thoả thuận với Nguyễn Phúc Khoát là hàng năm sẽ nhận một số tiền đúc trị giá 600.000 florins và điều kiện nộp cho chúa 12% và cho cai bạ 2%... Việc đúc tiền kẽm giúp chúa Nguyễn lợi ra 37 quan cho mỗi 100 cân đồng. Theo Pierre Pivre, để đúc ra 48-50 quan, chúa Nguyễn cần lượng nguyên liệu là 14 quan 1 picul toutenague (kẽm trắng). Trọng lượng trung bình của tiền Thiên Minh thông bảo là 2 gram.
Việc đúc tiền kẽm nhằm thay thế tiền bằng đồng vì nguyên liệu đồng trở nên khan hiếm. Ban đầu 1 đồng tiền kẽm được tính bằng 1 đồng tiền đồng. Nhưng sau đó tiền kẽm được đúc có trọng lượng thấp đi, chất lượng kém nên dần dần mất giá, 3 đồng kẽm mới bằng 1 đồng tiền đồng.
Các nhà khảo cổ còn tìm được tiền chúa Nguyễn ở vùng Nam Bộ do Mạc Thiên Tứ đúc.
Tiền bằng hợp kim ô diên giải quyết được vấn đề thiếu đồng để đúc tiền, nhưng chính sách đúc tiền lưu hành của chúa Nguyễn không được nghiên cứu và thi hành cẩn trọng nên gây ra kinh tế hỗn loạn và suy sụp, tình trạng nghèo đói là một nguyên nhân bùng nổ những cuộc chống đối.
Năm 1775, khi chiếm được Thuận Hóa của Đàng Trong, Trịnh Sâm tiếp tục cho đúc tiền kẽm để sử dụng, và quy định tỷ lệ giá trị giữa tiền hai miền là 3 tiền kẽm Đàng Trong = 1 tiền kẽm Đàng Ngoài.

## Các đồng tiền tại Đàng Trong thời Lê trung hưng
Tại Đàng Trong có các đồng tiền sau:

### Tiền nước ngoài
Tiền Nhật Bản
- Tiền Toraisen
- Tiền Bitasen
- Tiền Vĩnh Khoan thông bảo
- Tiền Trường Kỳ

Tiền Trung Quốc
- Tiền Vĩnh Lạc thông bảo

### Tiền trong nước

Thái Bình thông bảo
Thái Bình thông bảo nguyên do nhà Mạc phát hành, song chúa Nguyễn ở Đàng Trong thời đầu (Nguyễn Hoàng) cũng cho đúc tiền phỏng theo mẫu của nhà Mạc. Khảo cổ học tìm thấy nhiều di chỉ tiền kim loại Thái Bình thông bảo, nhưng khó phân biệt được đâu là tiền do nhà Mạc đúc và đâu là tiền do các chúa Nguyễn đúc nếu không dựa vào niên đại của nơi đồng tiền được phát hiện.
Thái Bình thông bảo bằng đồng, có kích thước nhỏ, đường kính từ 18–20 mm, mỏng. Mặt trước có bốn chữ Thái Bình thông bảo đọc chéo. Mặt sau có thể để trơn, hoặc có thể có một hoặc hai chấm nổi.
Thiên Minh thông bảo
Tiền kim loại do chúa Nguyễn Phúc Khoát phát hành ở Đàng Trong. Theo Đại Nam thực lục tiền biên thì Nguyễn Phúc Khoát cho mua "kẽm trắng" của Hà Lan về để đúc tiền, sau đó lại cho pha thêm "kẽm xanh" vào. Tiền này có thể nấu chảy không khó, nhưng cứng. Đàng trong thời Nguyễn Phúc Khoát cũng cho phép các xưởng đúc địa phương hoạt động và các xưởng này nhiều khi pha cả chì vào khi đúc tiền.
Tiền này mặt trước có bốn chữ Thiên Minh thông bảo đọc chéo. Mặt sau để trơn. Tiền do chúa đúc thì có đường kính 23 cm và được đúc cẩn thận. Tiền do địa phương đúc nhiều khi có kích thước nhỏ hơn, mỏng hơn.